# Стефан Первовенчанный
Сте́фан II Не́манич (серб. Стефан Немањић, 1166 — 24 сентября 1228), известен также как Стефан Первове́нчанный (серб. Стефан Првовенчани) — великий жупан Рашки (1196—1217) и первый сербский король (1217—1228) из династии Неманичей.
Стефан был вторым сыном Стефана Немани и его жены Анны. В начале своего правления ему пришлось бороться за трон со своим старшим братом Вуканом, а также вести активную внешнюю политику, лавируя между Венгрией и Византийской империей. В 1217 году получил корону от папы римского, при этом сохранил доминирующую роль православия в стране, а два года спустя сумел добиться создания автокефальной Сербской православной церкви. За время правления укрепил внешнеполитические позиции страны, а также способствовал её внутреннему развитию.
Стефан стал одним из первых авторов житий святых, его стиль впоследствии брался за образец другими авторами. Канонизирован Сербской православной церковью.

## Биография
Точные дата и место рождения Стефана неизвестны. Предположительно, он родился около 1166 года, когда его отец Стефан Неманя стал великим жупаном Рашки. Он был вторым сыном в семье, его старшим братом был Вукан, а младшим — Растко. Также у него были две сестры — Ефимия и Елена. В источниках первые сведения о Стефане датируются 1190 годом и связаны с примирением между сербами и Византией. Одним из условий мира был брак между Стефаном и дочерью византийского императора Алексея III Ангела Евдокией, заключённый приблизительно в 1191 году.
В начале 1190-х годов Сербия, именуемая тогда Рашкой, благодаря дипломатическим и военным успехам Стефана Немани занимала обширную территорию. Её северной границей были земли между реками Морава и Западная Морава. На востоке граница была около города Вране. На юге Рашка простиралась на области Косово, Хвосно (совр. Метохия), земли к северу от Шкодера. На западе владения Стефана Немани включали в себя Дуклю, Травунию и Захумье. Таким образом, по оценкам сербского историка Желько Файфрича, Рашка стала мощным государством.

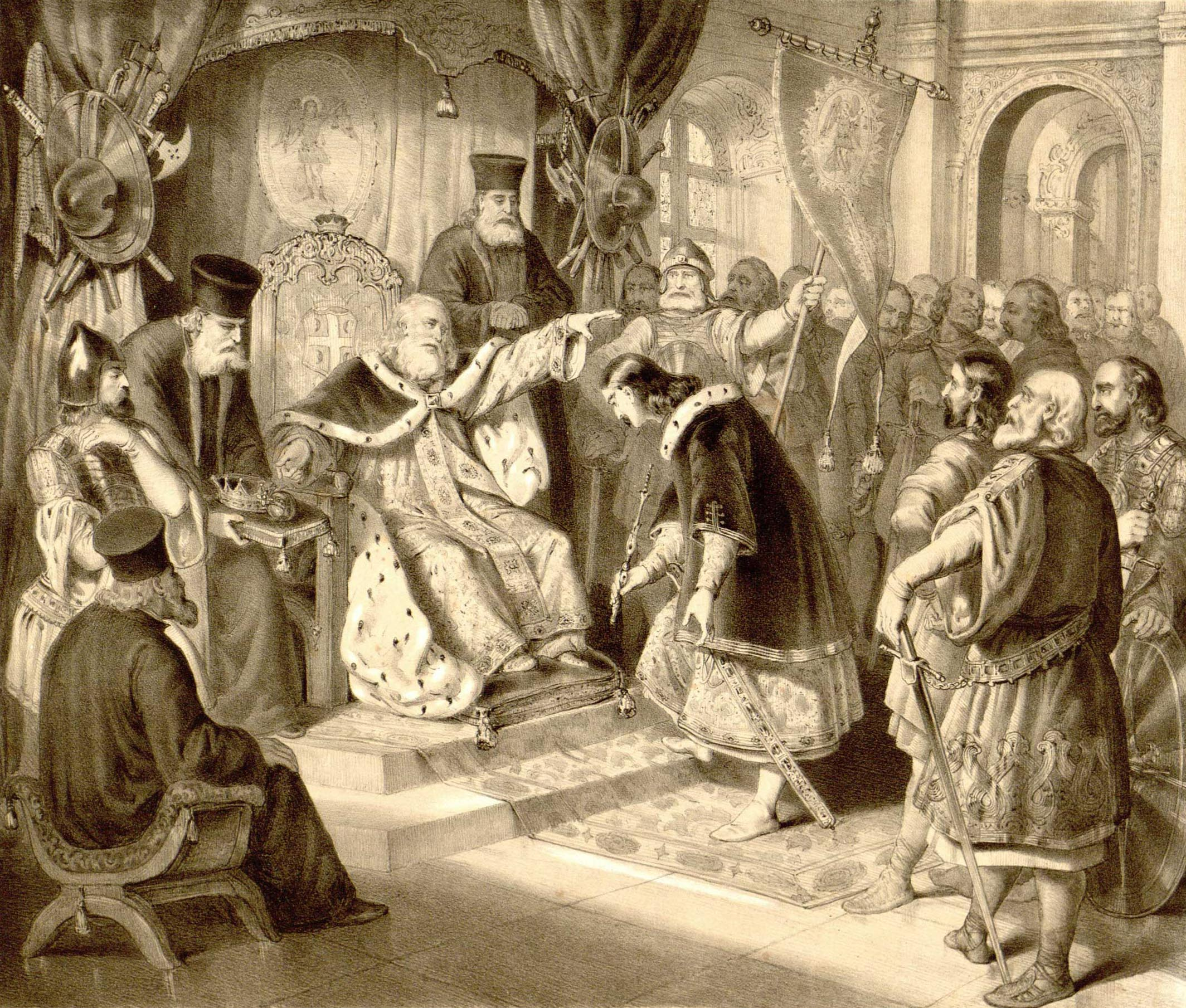
Неманя передаёт власть сыну Стефану, литография Анастаса Йовановича

Взяв в жены византийскую принцессу, Стефан получил титул севастократора и стал пользоваться значительным влиянием при дворе своего отца Стефана Немани. В 1196 году Неманя созвал собор в Расе, где объявил о желании передать трон Стефану. Причины, почему Неманя выбрал своего среднего сына Стефана, а не старшего Вукана, точно неизвестны. Возможно, определённую роль сыграло то, что Вукан был католиком. Также выдвигается предположение, что главной причиной был брак Стефана с Евдокией и, таким образом, тесная связь с византийским императором. Младший сын Немани Растко к тому времени уже постригся в монахи под именем Савва в русском монастыре на Афоне. Вукан остался правителем Дукли, Топлицы, Хвосна и Требиня и провозгласил себя королём.
Спустя несколько лет Вукан начал готовиться к конфликту со Стефаном. Он опирался на поддержку той части населения Дукли, которая исповедовала католицизм, а также тех, кто был недоволен присоединением Дукли к Рашке. Непосредственно после передачи власти Стефану Вукан выжидал, но в 1198 году предпринял первые шаги для захвата престола. Поводом для этого стало вторжение венгерского принца Андраша, конфликтовавшего со своим братом королём Имре, в Хорватию, Далмацию и Захумье. По мнению сербского историка Владимира Чоровича, действия Андраша стали примером для Вукана, между ними был заключён союз. Вукан также обратился к папе римскому, призывая того укрепить влияние католицизма в своих землях. Папа хотя и отправил в Дуклю двух легатов, однако не желал вмешиваться во внутренние дела сербов и отправил посланников также и к Стефану. В свою очередь, Стефан, опасаясь католического союза против себя, также пошёл навстречу папе римскому и попросил его прислать в Сербию корону. Стремясь доказать верность Риму, он в 1201 году пошёл на демонстративный разрыв с Византией и отослал свою жену Евдокию в Константинополь, обвинив её в изменах и том, что она якобы больна чесоткой. В Константинополе не придали политического значения этому жесту Стефана и сочли брак расторгнутым.
Между тем, Вукан и венгерский король Имре противились коронации Стефана. Стремясь предотвратить её, они начали вторжение в Рашку. По данным Симы Чирковича, это произошло в 1202 году. Войска Стефана были разбиты, сам он бежал в Болгарию. Вукан стал великим жупаном Рашки и признал венгерский сюзеренитет. Имре присоединил к своим владениям область восточнее Моравы, а к своему титулу добавил «король Сербии». Но уже в следующем году разгорелся конфликт между венграми и болгарами, в результате которого венгры оставили недавно занятые земли, в том числе Браничево. Поражение венгров использовал Стефан, начавший борьбу против Вукана. После серии побед, около 1205 года Стефан вновь стал великим жупаном, Вукан же остался правителем Дукли. Большую роль в дальнейшем примирении между братьями сыграл Савва Неманич.

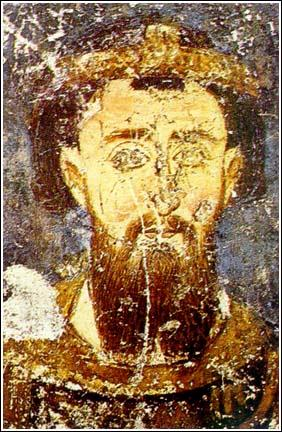
Стефан Первовенчанный на фресках монастыря Милешева

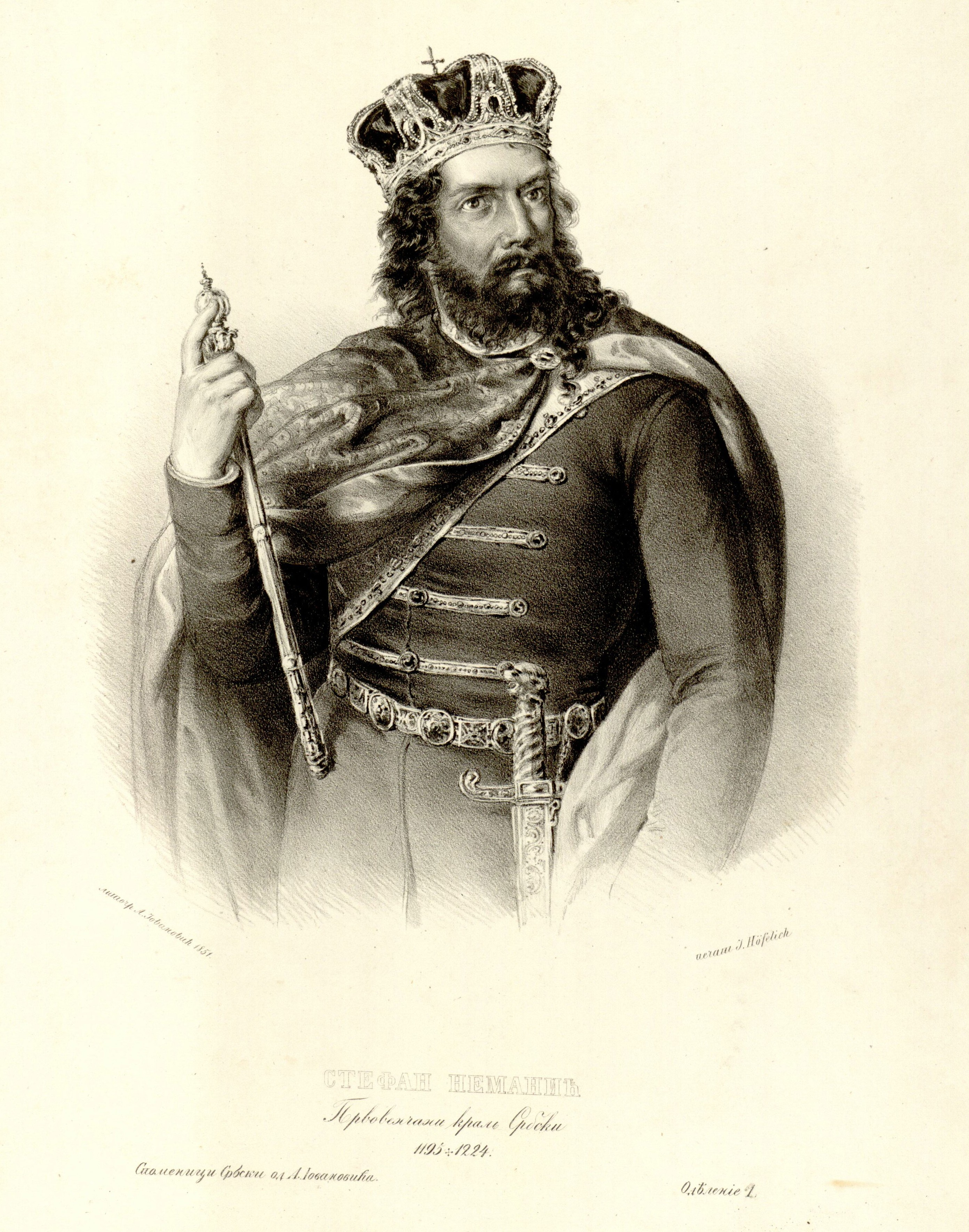
Король Стефан, литография Анастаса Йовановича

О правлении Стефана в последующие несколько лет известно мало. В этот период сын Вукана Георгий правил в Дукле, не считаясь с мнением Стефана. В марте 1208 года Георгий присягнул на верность дожу Венеции. После смерти царя Болгарии Калояна в 1207 году Стефан помог его родственнику Стрезу, бежавшему из Болгарии. При помощи сербского войска Стрез занял часть Македонии до Вардара, а мощную крепость Просек сделал своей резиденцией. В 1214 году против Сербии начали войну болгарский царь Борил и император Латинской империи Генрих. Стефану удалось разбить их близ Ниша, атаковав посреди ночи их лагерь. Стремясь взять реванш, Борил и Генрих сумели переманить на свою сторону Стреза, но, готовясь к походу на Сербию, тот скончался в 1214 году. В итоге, новое вторжение не состоялось.
Земли Стреза были захвачены Королевством Фессалоники и Эпирским царством, причём к Эпиру отошла северная Македония. Это спровоцировало конфликт между его правителем Михаилом I Комнины Дукой и Стефаном Неманичем, но до войны не дошло, так как Михаил в 1215 году был убит одним из своих слуг. Новый правитель Эпира Феодор Комнин Дука быстро примирился со Стефаном и спустя некоторое время выдал за его сына Радослава свою дочь Анну.
В 1216 году император Генрих и венгерский король Андраш заключили союз против Сербии и потребовали от Стефана прибыть в Ниш на переговоры. Стефан посчитал, что главной целью союзников был захват страны и его свержение, поэтому решил расколоть этот союз. Так как он длительное время не имел конфликтов с Андрашем, то вместе с братом Саввой встретился с ним близ современной Чуприи. После переговоров Андраш отказался от войны и стал посредником между Стефаном и императором Генрихом. Последний требовал хотя бы небольшую область в качестве платы за мир, но получил отказ и был вынужден покинуть пределы Сербии.
Примерно в этот же период Стефан женился на Анне Дандоло, внучке могущественного венецианского дожа Энрико Дандоло. Возможность войны с Венгрией и Латинской империей произвела на него сильное впечатление и в 1217 году он вновь попросил папу римского о коронации, что и произошло в том же году. Этот шаг означал фактический отказ от ориентации Сербии на православные страны, чего придерживался отец Стефана Неманя и сам Стефан до той поры. В оппозицию к Стефану встали его брат Савва, покинувший страну и отправившийся на Афон, а также часть знати. В то же время коронация позволила Стефану присоединить Дуклю. С той поры он именовал себя «Королем всей Рашской земли, и Далмации, и Травунии, и Захумья».

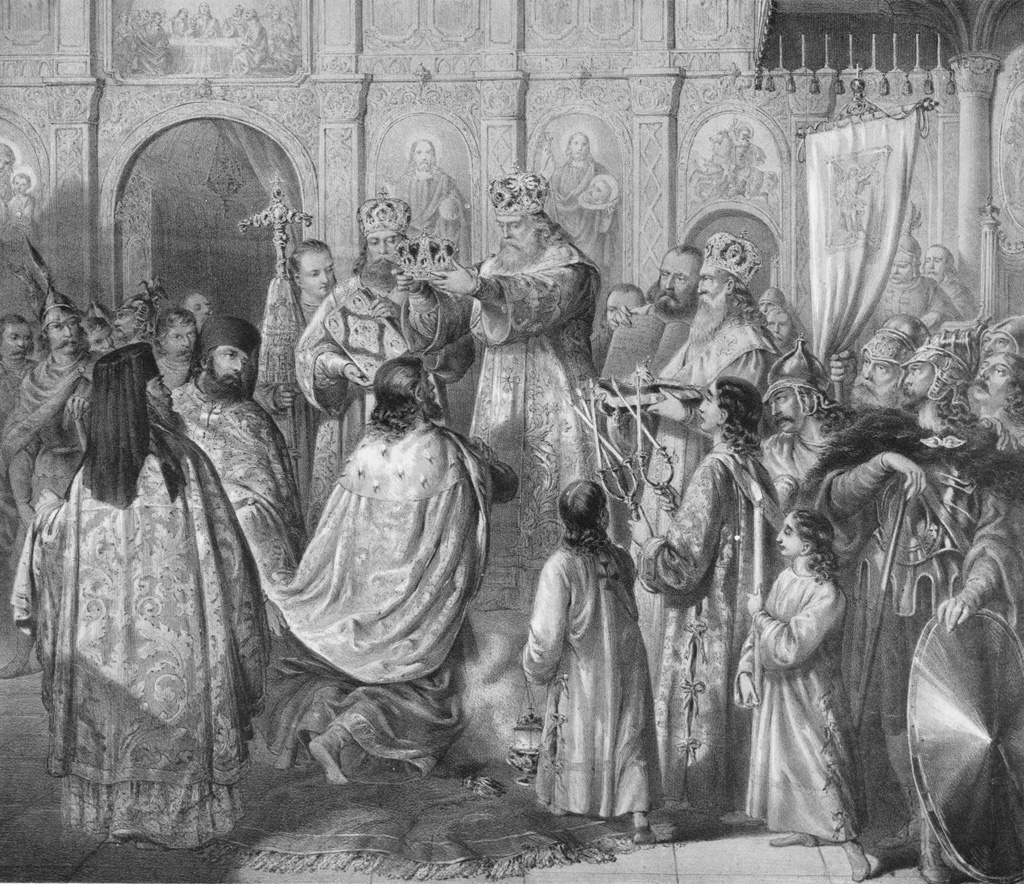
Коронация Стефана, литография Анастаса Йовановича

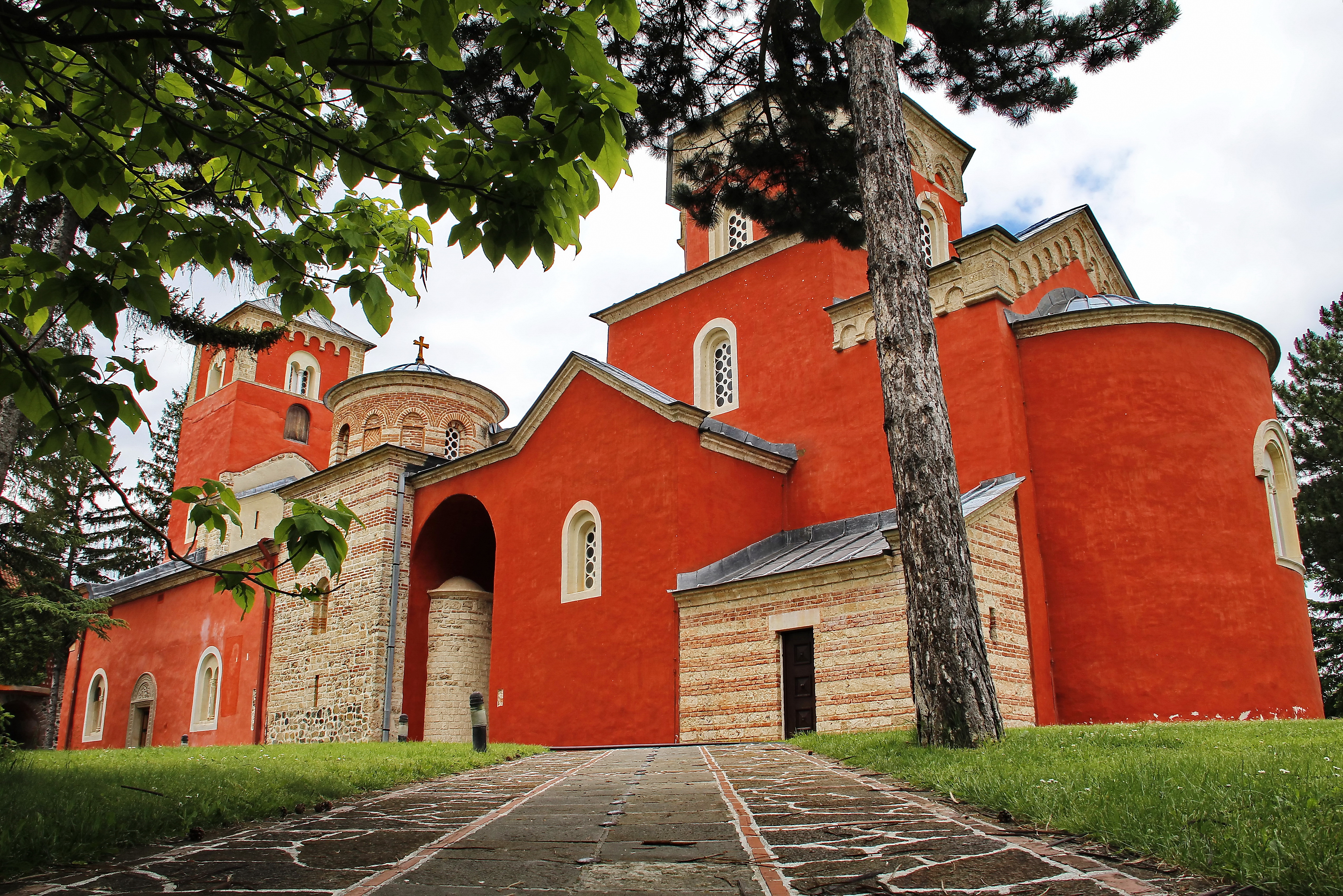
Монастырь Жича, основанный королём Стефаном

Вскоре в балканских странах произошли существенные перемены. Новый правитель Латинской империи Пьер II де Куртене начал войну с Эпиром, но был разбит и умер в плену. Болгарский царь Борил проиграл в борьбе за престол Ивану Асеню и был ослеплён. Венгерский король Андраш принял участие в Пятом крестовом походе, а по возвращении увидел свою страну в хаосе и с пустующей казной. Таким образом, на Балканах оставались только две страны, сохранившие стабильность и силу — Сербия и Эпир. В таких условиях Стефан Неманич решил вернуться к прежней политической линии, предполагающей опору на православные страны. Он помирился с братом Саввой, который предложил ему создать автокефальную сербскую церковь. До того момента церкви Сербии управлялись охридским архиепископом, бывшим эпирским подданным. С целью создания собственной церкви Савва отправился в Никею, где был тепло принят императором и патриархом. Несмотря на протесты охридского архиепископа, сербская церковь стала автокефальной. Во главе её встал сам Савва. Самостоятельная церковь была создана с сербской церковной иерархией и богослужением на славянском языке. Будучи умным политиком и образованным проповедником, Савва добился перехода в православие многих приверженцев богомильской ереси, особенно среди представителей властелы (феодалов). При Савве было основано семь новых епископств, а центром архиепископства стал построенный в это время монастырь Жича (у слияния Ибара с Западной Моравой), которому король Стефан даровал обширные земельные владения.
Коронация Стефана вызвала острый гнев венгерского короля Андраша, узнавшего о ней после возвращения из крестового похода. Андраш начал приготовления к войне, но вскоре понял, что истощившая силы Венгрия вести её не сможет. К его двору прибыл Савва Неманич и после переговоров Андраш смирился с появлением по соседству ещё одного королевства. Вскоре отношения между двумя странами нормализовались.
В конце своего правления Стефан по примеру отца и брата постригся в монахи под именем Симон. Несколько лет перед этим он страдал от болезней, серьёзно подорвавших его здоровье. Как писал Владимир Чорович, своему наследнику Радославу он оставил государство с налаженным внутренним устройством и прочными отношениями с соседями. По данным историка Миливойе Пайовича, за время своего правления Стефан присоединил к Сербии земли восточнее Ниша и Враня, Иногоште, Прешево, Биначка-Мораву, Горни-Полог, Дони-Полог, Призрен. Умер Стефан в 1227 или 1228 годах. Его наследником стал старший сын Радослав.

## Литературная деятельность

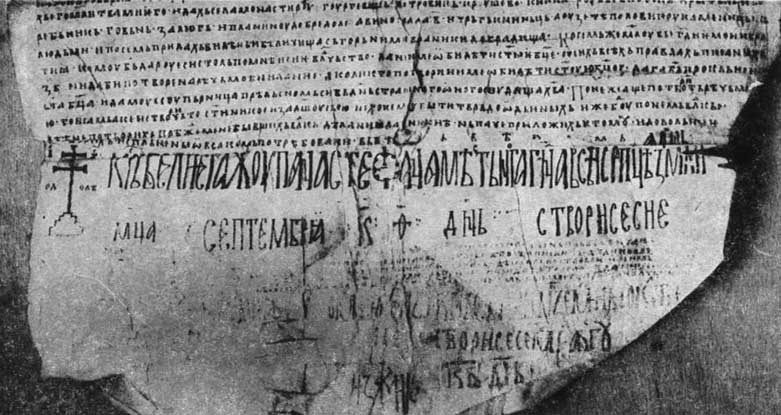
«Грамота монастырю Хиландар»

Стефан Первовенчанный стал одним из крупнейших представителей сербской средневековой литературы. Его произведения, имевшие в основном юридическую направленность, отличаются эмоциональной насыщенностью. Перу короля Стефана принадлежат следующие произведения:
- «Грамота монастырю Хиландар» (серб. «Хиландарска повеља»). Была написана между 1200 и 1202 годами. Документ подтверждает право монастыря на владение землями, дарованными Стефаном Неманей и теми землями, которые монастырю даровал сам Стефан Первовенчанный. В тексте кроме юридических аспектов содержится также поэтическое описание монастыря Хиландар и некоторые детали из жизни Стефана Немани. «Грамота монастырю Хиландар» впоследствии широко использовалась другими авторами сербской средневековой литературы[23].
- «Житие святого Симеона» (серб. «Живот светог Симеона»). Неизвестно, когда Стефан начал это произведение, в качестве возможной даты называется 1208 год. Завершено оно было в 1216 году. «Житие» посвящено отцу короля Стефана — Стефану Немани, принявшего монашеский постриг под именем Симеон. Это произведение представляет собой его подробную биографию, причём первую биографию всей его жизни. Стефан Первовенчанный в «Житие» первым среди других авторов поставил перед собой цель прославить Стефана Неманю как сербского святого[23].
- «Грамота Дубровнику о дружбе и торговле» (серб. «Повеља Дубровнику о приjатељству и трговини»). Была написана между 1215 и 1217 годами. Оригинальный документ хранится в Государственном архиве в Дубровнике. В этом небольшом тексте Стефан Первовенчанный гарантирует дубровчанам право на свободную и безопасную торговлю при соблюдении ими определённых условий[23].
- «Грамота монастырю Жича» (серб. «Повеља манастиру Жича»). Монастырь Жича был воздвигнут при участии Стефана и его брата Растко, ставшего впоследствии святым Саввой. Грамота монастырю была написана в 1219 году, в промежутке между 1224 и 1227 годами она была издана вновь и существенно дополнена. Оригиналы документов не сохранились, тексты были продублированы на стенах монастыря[23].
- «Грамота монастырю Святой Богородице на Млете» (серб. «Повеља манастиру Свете Богородице на Мљету»). Была написана около 1220 года. В ней король Стефан указывает на то, что Господь избрал его быть наследником его отца Стефана Немани и заявляет о ревностном служении Богу по примеру своего отца[23].

## Семья
Известны имена двух жен Стефана — Евдокии и Анны. Желько Файфрич выдвинул предположение, что после Евдокии у Стефана была ещё одна жена, чьё имя не сохранилось. Всего у него было пятеро детей — четыре сына и дочь:
- Радослав
- Владислав
- Урош
- Предислав
- Комнина

Три сына Стефана — Радослав, Владислав и Урош — впоследствии стали королями.